# 東錫托基特 (紐約州)
東錫托基特（英語：East Setauket）是位於美國紐約州薩福克縣的普查規定居民點。

## 人口
根據2020年美國人口普查的數據，東錫托基特的面積為15.74平方千米，當中陸地面積為15.60平方千米，而水域面積為0.14平方千米。當地共有人口10998人，而人口密度為每平方千米698.73人。